# Shorea astylosa
Shorea astylosa är en tvåhjärtbladig växtart som beskrevs av Foxworthy. Shorea astylosa ingår i släktet Shorea och familjen Dipterocarpaceae. Inga underarter finns listade i Catalogue of Life.